# Karzeł Wielkiego Psa
Karzeł Wielkiego Psa – karłowata galaktyka nieregularna w gwiazdozbiorze Wielkiego Psa. Galaktyka ta znajduje się w odległości około 25 000 lat świetlnych od Słońca oraz 42 000 lat świetlnych od centrum Drogi Mlecznej i jest najbliższym sąsiadem naszej Galaktyki. 
Karzeł Wielkiego Psa jest członkiem Grupy Lokalnej i satelitą Drogi Mlecznej. Został odkryty w listopadzie 2003 roku przez międzynarodowy zespół astronomów z Francji, Włoch, Wielkiej Brytanii i Australii dzięki badaniu nieba w podczerwieni w przeglądzie nieba 2MASS. Tak późne odkrycie najbliższego galaktycznego sąsiada wynika z niewielkich rozmiarów galaktyki oraz faktu, że znajduje się ona za gęstymi obłokami pyłu naszej Galaktyki, blokującego światło widzialne. Symulacje komputerowe wykazują, że Karzeł Wielkiego Psa jest w trakcie rozrywania przez większą Drogę Mleczną.
Uważa się, że gromady kuliste NGC 1851, NGC 1904, NGC 2298 oraz NGC 2808 mogą w rzeczywistości pochodzić z Karła Wielkiego Psa, lecz zostały wchłonięte przez Drogę Mleczną. Gromada NGC 1261 również znajduje się w pobliżu, jednak jej prędkość jest różna od wymienionych gromad. 
Powiązane z Karłem Wielkiego Psa mogą być również gromady otwarte Dol 25 i H18 oraz ewentualnie Arp-Madore 2. Gromady te mogły zostać utworzone w wyniku oddziaływań grawitacyjnych pomiędzy Drogą Mleczną a Karłem Wielkiego Psa.